# Моравицкий, Константин Александрович
Константин Александрович Моравицкий (1861—?) — русский военный  деятель, генерал-майор (1917). Герой Первой мировой войны.

## Биография
В 1894 году после окончания Оренбургского кадетского корпуса вступил в службу. В 1897 году после окончания Константиновского артиллерийского училища произведён подпоручики и выпущен в 8-ю конно-артиллерийскую батарею. В 1899 году  произведён в поручики, в 1903 году в штабс-капитаны.
С 1904 года после окончания Николаевской академии Генерального штаба по I разряду, капитан, участник Русско-японской войны.  С 1905 года старший адъютант штаба 11-й пехотной дивизии. С 1906 года эскадронный командир  Московского 1-го лейб-драгунского полка. С 1907 года старший адъютант штаба 14-го армейского корпуса и 14-й кавалерийской дивизии. С 1909 года подполковник, старший адъютант штаба 15-го армейского корпуса. С 1911 года полковник, штаб-офицер для поручений при штабе 1-го Туркестанского армейского корпуса.
С 1914 года участник Первой мировой войны, начальник штаба 11-й кавалерийской дивизии.  С 1915 года командир 1-го Заамурского пограничного конного полка. 25 ноября 1916 года за храбрость награждён Орденом Святого Георгия 4-й степени.
С 1917 года генерал-майор, начальник штаба 13-й кавалерийской дивизии.
После Октябрьской революции 1917 года  в РККА. С 1919 года участник Белого движения в ВСЮР и Русской армии. С 1920 года в эмиграции в Болгарии.

## Награды
- Орден Святого Станислава 3-й степени  (1908)
- Орден Святой Анны 3-й степени (1912)
- Орден Святого Владимира 4-й степени с мечами и бантом (ВП 13.01.1915)
- Орден Святого Станислава 2-й степени с мечами (ВП 28.01.1915)
- Орден Святого Владимира 3-й степени с мечами (ВП 15.02.1915)
- Высочайшее Благоволение (ВП 28.10.1915)
- Высочайшее Благоволение (ВП 23.01.1916)
- Орден Святого Георгия 4-й степени (ВП 25.11.1916)